# Omar Benson Miller
Omar Benson Miller (Los Angeles, 7 ottobre 1978) è un attore statunitense.

## Biografia
È conosciuto per le sue apparizioni in ruoli minori sia in film che in serie televisive, tra cui bisogna ricordare 8 Mile, Sex, Love & Secrets, American Pie - Band Camp, Get Rich or Die Tryin', Law & Order - Unità vittime speciali e The Express. Nel 2009 ha partecipato a due serie televisive poliziesche, entrando a far parte del cast regolare.
Recita inoltre nel ruolo dell'agente speciale Felix Lee negli ultimi cinque episodi della serie di breve durata Eleventh Hour, recitando accanto a Rufus Sewell e Marley Shelton ed, il 5 ottobre 2009, entra a far parte del cast di CSI: Miami nel ruolo di Walter Simmons, uno specialista in furti d'arte che entra a far parte del team comandato da Horatio Caine (David Caruso).
Ha recitato in CSI: Miami fino alla cancellazione della serie avvenuta nel 2012, per un totale di 63 episodi. Nel 2010 ha recitato nel ruolo di Bennet (l'amico del personaggio interpretato da Jay Baruchel) nel film della Walt Disney Pictures L'apprendista stregone. Nel 2015 inizia a recitare nella serie TV Ballers in cui il protagonista è Dwayne Johnson.

## Filmografia

### Attore

#### Cinema
- The Bald Witch Project, regia di Shawn Flanagan (1999)
- Obstacles, regia di D-Shot e Hunter McCann (2000)
- Pizza Wars: The Movie, regia di Babak Sarrafan (2002)
- Sorority Boys, regia di Wallace Wolodarsky (2002)
- 8 Mile, regia di Curtis Hanson (2002)
- Blessing, regia di Suju Vijayan – cortometraggio (2004)
- Shall We Dance?, regia di Peter Chelsom (2004)
- Man of God, regia di Jefery Levy (2005)
- American Pie Presents: Band Camp, regia di Steve Rash (2005) – non accreditato
- Get Rich or Die Tryin', regia di Jim Sheridan (2005)
- Le regole del gioco (Lucky You), regia di Curtis Hanson (2007)
- Transformers, regia di Michael Bay (2007) – non accreditato
- Grindin', regia di Marcello Thedford (2007)
- Noi due sconosciuti (Things We Lost in the Fire), regia di Susanne Bier (2007)
- Gordon Glass, regia di Omar Benson Miller (2007)
- Miracolo a Sant'Anna (Miracle at St. Anna), regia di Spike Lee (2008)
- The Express, regia di Gary Fleder (2008)
- The Bro Code, regia di Paul Lindsay – cortometraggio (2009)
- Liquor Store Cactus, regia di Eugene Kim (2009)
- Closer to Crazy, regia di Freeman White e Nina Foxx – cortometraggio (2010)
- Blood Done Sign My Name, regia di Jeb Stuart (2010)
- L'apprendista stregone (The Sorcerer's Apprentice), regia di Jon Turteltaub (2010)
- Halloween Knight, regia di Chase B. Kenney e Dan Martin – cortometraggio (2011)
- 1982, regia di Tommy Oliver (2013)
- Homefront, regia di Gary Fleder (2013)
- The Love Section, regia di Robbie Warner (2013)
- Meat and Potatoes, regia di Michael Kofsky – cortometraggio (2013)
- Above Suspicion, regia di Phillip Noyce (2019)
- Napoli - New York, regia di Gabriele Salvatores (2024)
- I peccatori (Sinners), regia di Ryan Coogler (2025)

#### Televisione
- West Wing - Tutti gli uomini del Presidente (The West Wing) – serie TV, episodio 4x07 (2002)
- Undefeated, regia di John Leguizamo – film TV (2003)
- Karen Sisco – serie TV, episodio 1x04 (2003)
- Sex, Love & Secrets – serie TV, episodio 1x01 (2005)
- So Here's What Happened, regia di Michael Lembeck – cortometraggio TV (2006)
- Law & Order - Unità vittime speciali (Law & Order: Special Victims Unit) – serie TV, episodio 7x20 (2006)
- Eleventh Hour – serie TV, 5 episodi (2009)
- CSI: Miami – serie TV, 63 episodi (2009-2012)
- House of Lies – serie TV, episodio 3x06 (2014)
- Ballers – serie TV, 46 episodi (2015-2019)
- The Unicorn – serie TV, 31 episodi (2019-2021)
- Gli ultimi giorni di Tolomeo Grey (The Last Days of Ptolemy Grey) - serie TV, episodi 1x1, 1x4 e 1x6 (2022)
- True Lies – serie TV, 13 episodi (2023)

### Doppiatore
- The Lion of Judah, regia di Deryck Broom e Roger Hawkins (2011)
- Rise of the Teenage Mutant Ninja Turtles - Il destino delle Tartarughe Ninja (Rise of the Teenage Mutant Ninja Turtles) – serie animata, 56 episodi (2018-2020) – Raffaello
- LEGO Star Wars Christmas Special (The LEGO Star Wars Christmas Special), regia di Ken Cunningham – cortometraggio (2020)

## Doppiatori italiani
Nelle versioni in italiano delle opere in cui ha recitato, Omar Benson Miller e stato doppiato da:
- Simone Mori in Miracolo a Sant'Anna, Noi due sconosciuti, Homefront, Shall We Dance?
- Nanni Baldini in Gli ultimi giorni di Tolomeo Grey
- Gianluca Crisafi in Ballers, True Lies
- Corrado Conforti in 8 Mile
- Mirko Mazzanti in American Pie Presents: Band Camp
- Paolo Vivio in The Express
- Oreste Baldini in CSI: Miami
- Simone Crisari in L'apprendista Stregone
- Pasquale Anselmo in Undefeated
- Emilio Mauro Barchiesi in Above Suspicion